# Артемида-7
«Артемида-7» (англ. Artemis 7, официально — Artemis VII с римской цифрой в названии) — запланированный НАСА на 2032 год полёт космического корабля «Орион» на ракете-носителе Space Launch System. В миссии «Артемида-7» экипаж из четырех астронавтов совершит посадку на Луну с доставкой «Лунного крейсера» (лунохода). Запуск миссии предварительно запланирован на март 2032 года
В 2022 году НАСА заказало три космических корабля для миссий «Артемида» 6, 7 и 8. Lockheed Martin заявила, что КК для данных миссий будут стоить меньше, чем для миссий «Артемида» 1-5. Это объясняется развитием повторного использования систем, технологий и оборудования.

## Состав

### Ракета-носитель
Space Launch System — сверхтяжёлая ракета-носитель, используемая для запуска космического корабля «Орион» с Земли на окололунную орбиту.

### Космический корабль
Орион — транспортное средство для экипажа, используемое во всех миссиях программы «Артемида». Он доставит экипаж с Земли на орбиту станции Lunar Gateway и вернёт его обратно на Землю.

### Станция
Lunar Gateway — это небольшая модульная космическая станция, которая будет установлена на почти прямолинейной гало-орбите (NRHO) в 2028 году. Первые два элемента Gateway будут запущены вместе на борту SpaceX Falcon Heavy в 2028. Модуль среды обитания I-Hab предполагается доставить миссией Артемида-4.

### Лунный вездеход
Lunar Cruiser — это пилотируемый лунный вездеход закрытого типа, разработка которого ведётся совместно Японским агентством аэрокосмических исследований и компанией Toyota.